# Tantilla impensa
Tantilla impensa este o specie de șerpi din genul Tantilla, familia Colubridae, descrisă de Campbell 1998. A fost clasificată de IUCN ca specie cu risc scăzut. Conform Catalogue of Life specia Tantilla impensa nu are subspecii cunoscute.